# Vouvray-sur-Loir
Vouvray-sur-Loir is een plaats en voormalige gemeente in het Franse departement Sarthe in de regio Pays de la Loire en telt 839 inwoners (2005). De plaats maakt deel uit van het arrondissement La Flèche. Vouvray-sur-Loir is op 1 oktober 2016 gefuseerd met de gemeenten Château-du-Loir en Montabon tot de gemeente Montval-sur-Loir. 

## Geografie
De oppervlakte van Vouvray-sur-Loir bedraagt 8,0 km², de bevolkingsdichtheid is 104,9 inwoners per km².
De onderstaande kaart toont de ligging van Vouvray-sur-Loir met de belangrijkste infrastructuur en aangrenzende gemeenten.

## Demografie
Onderstaande figuur toont het verloop van het inwonertal (bron: INSEE-tellingen).